# Fiódor Klímov
Fiódor Klímov (también escrito Fedor Klimov; Leningrado, actual San Petersburgo; 7 de septiembre de 1990) es un patinador artístico sobre hielo ruso, subcampeón mundial en 2019 en el campeonato celebrado en Saitama en la modalidad de parejas junto a Xeniya Stolbova, donde fueron superados por la pareja alemana Aliona Savchenko-Robin Szolkowy.
Klímov también participó en los Juegos Olímpicos de Sochi 2014 donde obtuvo la plata de nuevo junto a Xeniya Stolbova; en esta ocasión fueron superados por una pareja compatriota formada por Tatiana Volosozhar y Maxim Trankov.

## Palmarés internacional
| Juegos Olímpicos   | Juegos Olímpicos         | Juegos Olímpicos  | Juegos Olímpicos |
| Año                | Lugar                    | Medalla           | Prueba           |
| ------------------ | ------------------------ | ----------------- | ---------------- |
| 2014               | Sochi ( Rusia)           | Medalla de oro    | Equipo           |
| 2014               | Sochi ( Rusia)           | Medalla de plata  | Parejas          |
| Campeonato Mundial |                          |                   |                  |
| Año                | Lugar                    | Medalla           | Prueba           |
| 2014               | Saitama ( Japón)         | Medalla de plata  | Parejas          |
| Campeonato Europeo |                          |                   |                  |
| Año                | Lugar                    | Medalla           | Prueba           |
| 2014               | Budapest ( Hungría)      | Medalla de plata  | Parejas          |
| 2015               | Estocolmo ( Suecia)      | Medalla de plata  | Parejas          |
| 2018               | Moscú ( Rusia)           | Medalla de plata  | Parejas          |
| 2012               | Sheffield ( Reino Unido) | Medalla de bronce | Parejas          |